# Gangstar: New Orleans
Gangstar: New Orleans è il quinto capitolo della serie di videogiochi Gangstar, sviluppato da Gameloft.
Il gioco è ambientato nella città degli Stati Uniti d'America New Orleans, nella Louisiana.